# Mutěnice (Hodoníni járás)
Mutěnice település Csehországban, Hodoníni járásban. Mutěnice Starý Poddvorov, Hovorany, Dolní Bojanovice, Čejč, Dubňany, Hodonín és Čejkovice településekkel határos. Lakosainak száma 3770 fő (2024. január 1.).

## Népesség
A település lakosságának változását az alábbi diagram mutatja:
| Lakosok száma | 1883 | 2151 | 2702 | 3156 | 3547 | 3669 | 3660 | 3645 | 3672 | 3770 |
|               | 1869 | 1890 | 1921 | 1950 | 1980 | 2001 | 2017 | 2019 | 2022 | 2024 |